# Porphyronota hebraea
Porphyronota hebraea är en skalbaggsart som beskrevs av Olivier 1789. Porphyronota hebraea ingår i släktet Porphyronota och familjen Cetoniidae. Inga underarter finns listade i Catalogue of Life.